# La Parenthèse (téléfilm)
Pour les articles homonymes, voir La Parenthèse (homonymie).
Pour plus de détails, voir Fiche technique et Distribution.
La Parenthèse est un téléfilm français réalisé par Jean-Louis Benoît sorti en 1997.

## Synopsis
Un aristocrate est en relation avec une jeune femme.

## Fiche technique
- Réalisation : Jean-Louis Benoît
- Scénario et dialogues : Jean-Louis Benoît et Paul Berthier
- Costumes : Delphine Bernard
- Photographie : Bruno Privat
- Montage : Laurence Hennion
- Musique : Jacques Ferchit et Christian Rémy
- Production : Sylvette Frydman et Jean-Marc Henchoz
- Société de production : France 3, Odessa Films
- Date de diffusion : 1er mars 1997 sur FR3

## Distribution
- Philippe Volter : Thierry de Saint-Elme
- Natacha Lindinger : Béatrice
- Nils Tavernier : Marc Moriantes
- Emmanuelle Bach : Cécile Moriantes
- Philippe Clay : Pierre de Marescal
- François Berléand : Philippe
- Évelyne Dandry 	: Madame Moriante
- Jean-Paul Tribout : Monsieur Moriante
- Emmanuel Courcol : Sébastien
- Carole Le Sone : Chloé
- Arlette Renard 	: Françoise
- Sonia Rostagni : Sophie
- Anne Conti : Solange
- Eric Langley :	Monsieur
- Vincent Copin : Maitre d'Hôtel